# Saint-Martinien

Saint-Martin-des-Lais este o comună în departamentul Allier din centrul Franței. În 1 ianuarie 2022 avea o populație de 595 de locuitori.